# Saison 2012 des Nationals de Washington
La saison 2012 des Nationals de Washington est la 8e saison en Ligue majeure de baseball pour cette équipe.
Les Nationals terminent premiers dans la division Est de la Ligue nationale avec 98 victoires et 64 défaites, soit 18 gains de plus que la saison précédente. Il s'agit de la meilleure performance du baseball majeur en 2012, de la meilleure performance de l'histoire de la franchise, de sa première saison gagnante depuis son arrivée à Washington en 2005, d'un premier championnat de division pour les Nationals, et de la première fois qu'un club de cette ville participe aux séries éliminatoires depuis 1933. En Séries de division, les Nationals voient leur saison se terminer abruptement lorsqu'ils subissent l'élimination aux mains des Cardinals de Saint-Louis.
La saison est marquée par le retour réussi du lanceur partant Stephen Strasburg et des débuts dans le baseball majeur de Bryce Harper, élu recrue de l'année dans la Ligue nationale.

## Contexte

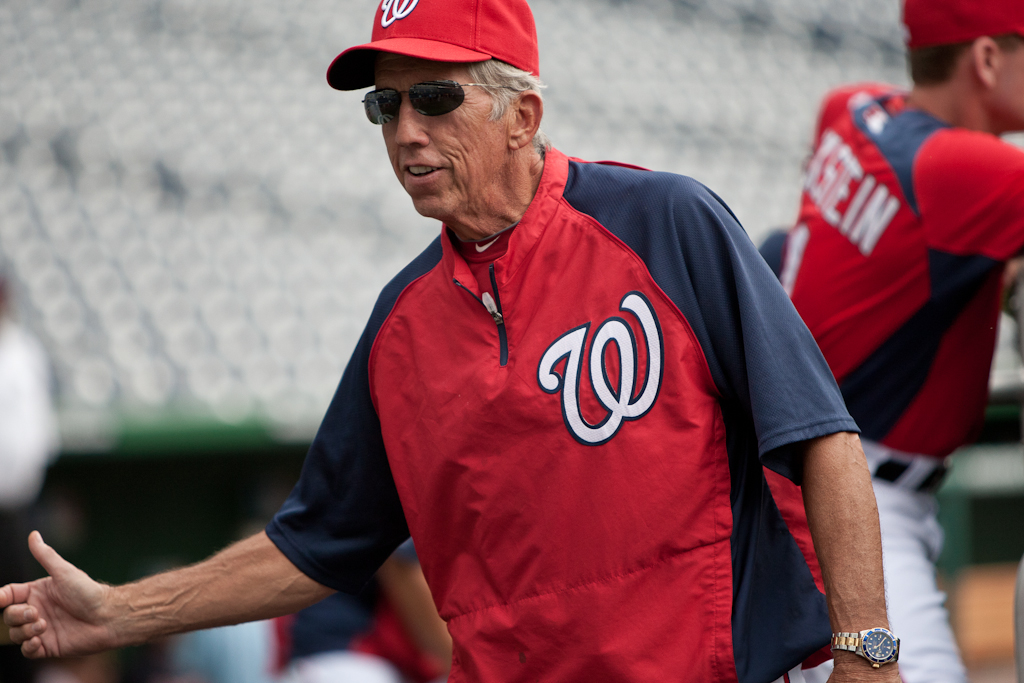
Davey Johnson.

En 2011, à leur 7e saison depuis le transfert de la franchise de Montréal à Washington, les Nationals sont incapables de réussir une première saison gagnante. Ils terminent au 3e rang sur 5 équipes dans la division Est de la Ligue nationale avec 80 victoires et 81 défaites. C'est cependant la première fois qu'ils ne terminent pas en 4e ou en dernière place de leur section. L'été 2011 est marqué par le départ du manager Jim Riggleman, qui claque la porte en pleine série victorieuse après une mésentente avec la direction du club, et son remplacement par Davey Johnson. Ce dernier est de retour à la barre des Nationals en 2012.

## Intersaison

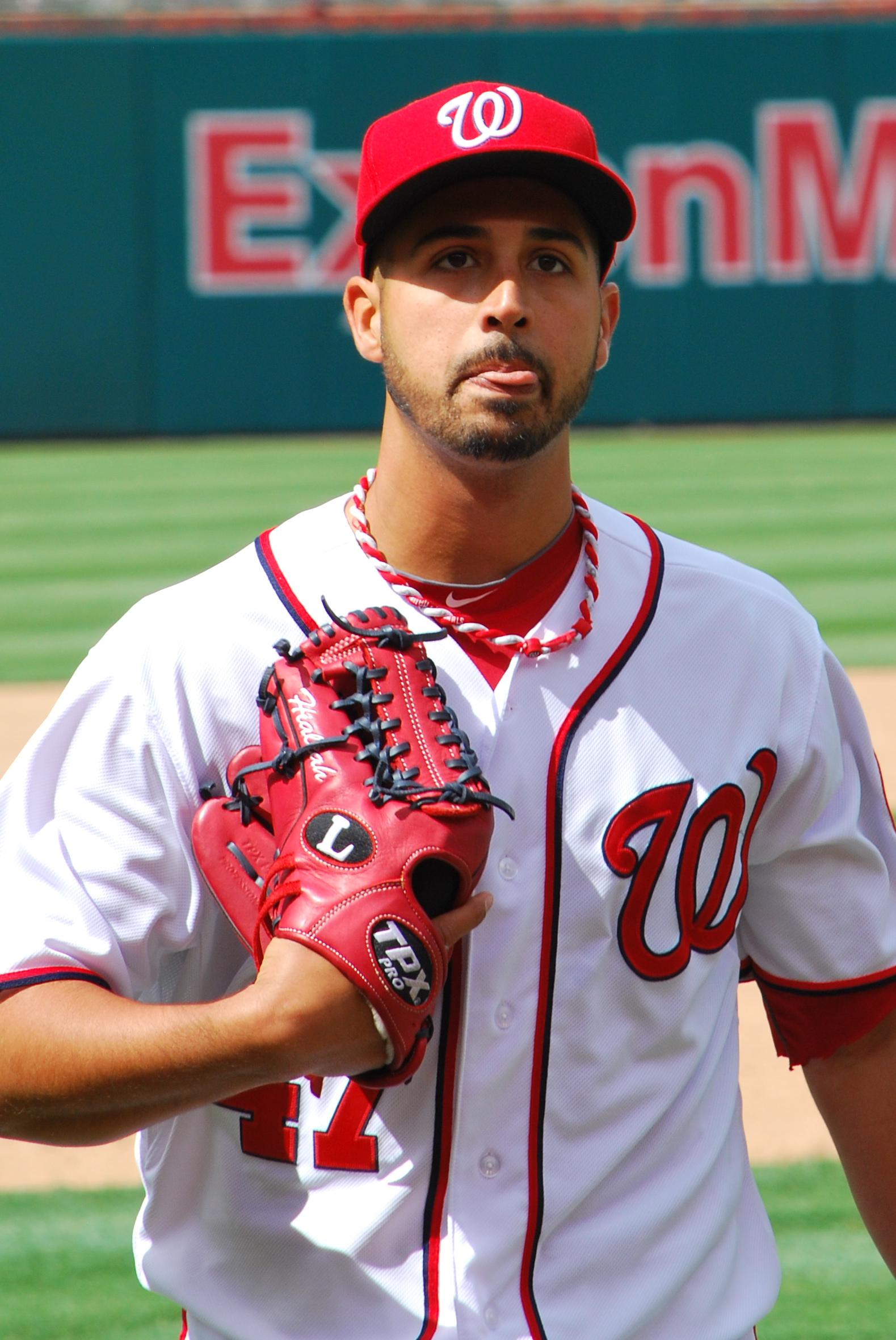
Gio Gonzalez, le 12 avril 2012, arrivé à l'intersaison.

Le 23 décembre 2011, les Nationals transigent avec les Athletics d'Oakland et obtiennent le lanceur partant gaucher Gio Gonzalez. Quatre jeunes joueurs prometteurs sont envoyés aux Athletics, soit trois lanceurs (Brad Peacock, Tom Milone, A. J. Cole) et un receveur (Derek Norris). Le lanceur droitier des ligues mineures Robert Gilliam passe aussi à Washington dans la transaction.
Le lanceur droitier Chien-Ming Wang, qui a effectué en 2011 un retour au jeu après avoir une blessure qui l'avait tenu à l'écart plus de deux ans, accepte un nouveau contrat d'un an le 4 novembre.
Le 9 décembre 2011, le lanceur droitier Collin Balester est échangé aux Tigers de Détroit contre un autre lanceur droitier, Ryan Perry.
Le 28 décembre, le joueur d'utilité Mark DeRosa s'amène à Washington sur un contrat d'un an après deux saisons passées chez les Giants de San Francisco. Le joueur d'utilité Brian Bixler avait précédemment été, en novembre, perdu aux Astros de Houston via le ballottage.
Le 2 février 2012, le vétéran droitier Edwin Jackson, agent libre après avoir remporté la Série mondiale 2011 avec les Cardinals de Saint-Louis, est mis sous contrat et vient s'ajouter à la rotation de lanceurs partants.
Le 26 janvier, l'ancien stoppeur des Phillies de Philadelphie Brad Lidge signe un contrat d'une saison avec Washington.
Plusieurs joueurs paraphent des ententes des ligues mineures avec les Nats : les voltigeurs Brett Carroll et Xavier Paul et Xavier Nady, les releveurs droitier Jeff Fulchino et Waldis Joaquín, le joueur de champ intérieur Jarrett Hoffpauir, le lanceur droitier Mitch Atkins, le troisième but Mark Teahen. Après avoir joué une première saison à Washington en 2011, le voltigeur Rick Ankiel est invité de nouveau à se joindre à l'équipe, cette fois via un contrat des ligues mineures. Retranché par les Astros de Houston à l'entraînement, le lanceur gaucher Zach Duke rejoint celui des Nationals à la fin mars.
Le 8 décembre, le voltigeur Laynce Nix, maintenant joueur autonome, signe avec les Phillies de Philadelphie. Le lanceur de relève gaucher Doug Slaten profite de son statut d'agent libre pour rejoindre les Pirates de Pittsburgh en janvier. Le releveur droitier Todd Coffey quitte Washington pour les Dodgers de Los Angeles après une seule saison dans la capitale américaine. Le voltigeur Jonny Gomes quitte pour Oakland après un bref passage chez les Nats fin 2011. Le voltigeur Gregor Blanco, qui n'a joué qu'en ligues mineures dans l'organisation des Nationals, signe avec San Francisco.
Le voltigeur Mike Cameron est mis sous contrat en décembre 2011 mais, peu avant l'ouverture des camps et malgré les efforts des Nationals pour le convaincre de se rapporter à l'équipe, il annonce sa retraite le 19 février, citant le manque d'enthousiasme et le désir de passer plus de temps avec sa famille.

## Calendrier pré-saison
L'entraînement de printemps des Nationals s'ouvre en février et le calendrier de matchs préparatoires précédant la saison s'étend du 2 mars au 3 avril 2012.

## Saison régulière
La saison régulière des Nationals se déroule du 5 avril au 3 octobre 2012 et prévoit 162 parties. Elle débute par une visite aux Cubs de Chicago et le match d'ouverture local à Washington a lieu le 12 avril lors de la visite des Reds de Cincinnati.

### Avril
- 27 avril : Les Nationals rappellent de Syracuse le prometteur Bryce Harper, leur premier choix de 2010[28].
- 28 avril : Bryce Harper fait ses débuts dans les majeures avec les Nationals[29].

### Mai
- 2 mai : Stephen Strasburg est élu lanceur par excellence du mois d'avril dans la Ligue nationale[30].
- 6 mai : Cole Hamels, des Phillies de Philadelphie, déclare avoir délibérément atteint d'un lancer le joueur recrue Bryce Harper, pour lui « souhaiter la bienvenue » dans les grandes ligues. Ces déclarations suscitent des réactions négatives et Hamels est suspendu par la ligue pour 5 parties[31].

### Août
- 2 août : Jordan Zimmermann est élu meilleur lanceur du mois de juillet dans la Ligue nationale. Il est le troisième des Nationals à recevoir la distinction en 2012, ce qui est le plus grand nombre pour un même club depuis Ken Forsch (avril), Joe Niekro (mai), Joaquin Andujar (juin) et J. R. Richard (septembre) pour les Astros de Houston de 1979[32].

### Septembre
- 7 septembre : Stephen Strasburg lance contre Miami et les Nationals décident qu'il s'agit du dernier match de leur lanceur en 2012[33].
- 20 septembre : En l'emportant à domicile sur les Dodgers de Los Angeles, les Nationals s'assurent d'une participation aux séries éliminatoires pour la première fois de l'histoire de l'équipe. C'est la première fois depuis 1933 qu'un club basé à Washington jouera en éliminatoires et la première fois pour la franchise depuis 1981 alors qu'elle était localisée à Montréal[34].
- 22 septembre : Gio Gonzalez devient le premier lanceur gagnant de 20 victoires dans le baseball majeur en 2012 et le premier de l'histoire des Nationals. Il est le second à atteindre ce nombre dans l'histoire de la franchise après Ross Grimsley pour les Expos de Montréal en 1978[35].

### Octobre
- 1er octobre : Malgré une défaite de Washington à Philadelphie, la défaite des Braves d'Atlanta donne aux Nationals le premier championnat de division de leur histoire[36].

### Classement
| Ligue nationale (Division Est) | V  | D  | %    | Diff. |
| ------------------------------ | -- | -- | ---- | ----- |
| Nationals de Washington        | 98 | 64 | ,605 | -     |
| Braves d'Atlanta               | 94 | 68 | ,580 | 4     |
| Phillies de Philadelphie       | 81 | 81 | ,500 | 17    |
| Mets de New York               | 74 | 88 | ,457 | 24    |
| Marlins de Miami               | 69 | 93 | ,426 | 29    |

## Affiliations en ligues mineures
| Niveau            | Équipe                | Ligue                   |
| ----------------- | --------------------- | ----------------------- |
| AAA               | Chiefs de Syracuse    | Ligue internationale    |
| AA                | Senators d'Harrisburg | Eastern League          |
| A-Advanced        | Nationals de Potomac  | Carolina League         |
| A                 | Suns d'Hagerstown     | South Atlantic League   |
| A (saison courte) | Auburn Doubledays     | New York - Penn League  |
| Ligue des recrues | GCL Nationals         | Gulf Coast League       |
| Ligue des recrues | DSL Nationals         | Dominican Summer League |